# Sphaerotheca pannosa
La malura blanca (Podosphaera pannosa) és una espècie de fong ascomicot de l'ordre dels helotials (Helotiales)  patogen de les plantes; produeix l'oïdi a les plantes de la família de les rosàcies.
És un fong que no penetra dins dels teixits de les plantes. Es combat amb fungicides que incorporen el sofre o altres de síntesi química.